# 拱康路
拱康路是杭州市拱墅区和临平区的一条道路，南起石祥路，北至夏家圩街，全长8.8公里。改善工程于2020年3月23日完工，杭州的第一天渣土专用道同步启用。

## 相交道路
↑向南接续茶汤路
- 石祥路
- 东：科祥街
- 东：沈康路
- 上塘路
- 东：云顺弄
- 候圣街
- 金昌路
- 西：谢村路
- 东：马家桥街
- 东：拱馨弄
- 西：平炼路；东：平炼东路
- 康桥路
- 西：蒋家桥街
- 龙腾街
- 西：东里浜路；东：崇文街
- 崇杭街
- 前村街（只限辅路）
- 独驾线
- 疏港公路
- 宋家路外街
- 夏家圩街

## 地铁
- 平炼路、平炼东路口：4平安桥站

此外，建设中的杭州地铁15号线在石祥路与崇杭街之间沿拱康路行走，并设有多座车站，而平安桥站届时也将成为4号线和15号线的换乘站。